# Ormholm
Ormholm, finska: Käärmesaari, är en ö i Finland. Den ligger i Finska viken och i kommunen Esbo i den ekonomiska regionen  Helsingfors i landskapet Nyland, i den södra delen av landet. Ön ligger nära Helsingfors.
Öns area är 8,2 hektar och dess största längd är 420 meter i nord-sydlig riktning. Ön höjer sig omkring 20 meter över havsytan.